# 台湾の教育史
台湾の教育史（たいわんのきょういくし）では、台湾での教育事業の発展を概説する。
文字を有しない台湾原住民の教育に関する内容に関しては言及せず、その内容は1627年に開始したオランダ統治時代より現在に至るまでとする。

## オランダ統治時代
1625年、台湾を統治下オランダ行政長官マーテン・ソンクは本国に対し2から3名の宣教師の派遣を要請し、原住民への教化と布教活動を計画した。当初は伝道方式の模索を主目的とする宣教師が派遣されたが、1627年6月にジョージアス・カンディディウスが派遣されると、オランダ人により台湾での教区（新港社）が定められ本格的な布教活動に着手した。
1636年、オランダ行政長官は新港に最初の学校を設置し、宗教教育以外にローマ字を用いた識字率向上のための教育も行われた。宣教師は現地語での布教活動を主張し、新港語による宗教教育が実施された。具体的な方法としてはローマ字により新港語を記録すると同時に、教義に関する内容や祈祷文の教材が編纂された。宣教師のロバータス・ジュニアスが1643年に行った報告の中で、新港学校の学生は80名であり、その中の24名が文章を学び、8から10人は整った文章を記すことができるとある。
宣教師はこれらの布教活動以外に「Favorlang語彙」などの辞典、新港語による『マルタ福音書』など教義書を編纂し、現在当時の言語を研究する上で重要な資料を残している。また原住民と官人の土地契約に関する数多くの新港語文書が残されており、現在新港文書として伝わっている。

## 鄭成功政権時代

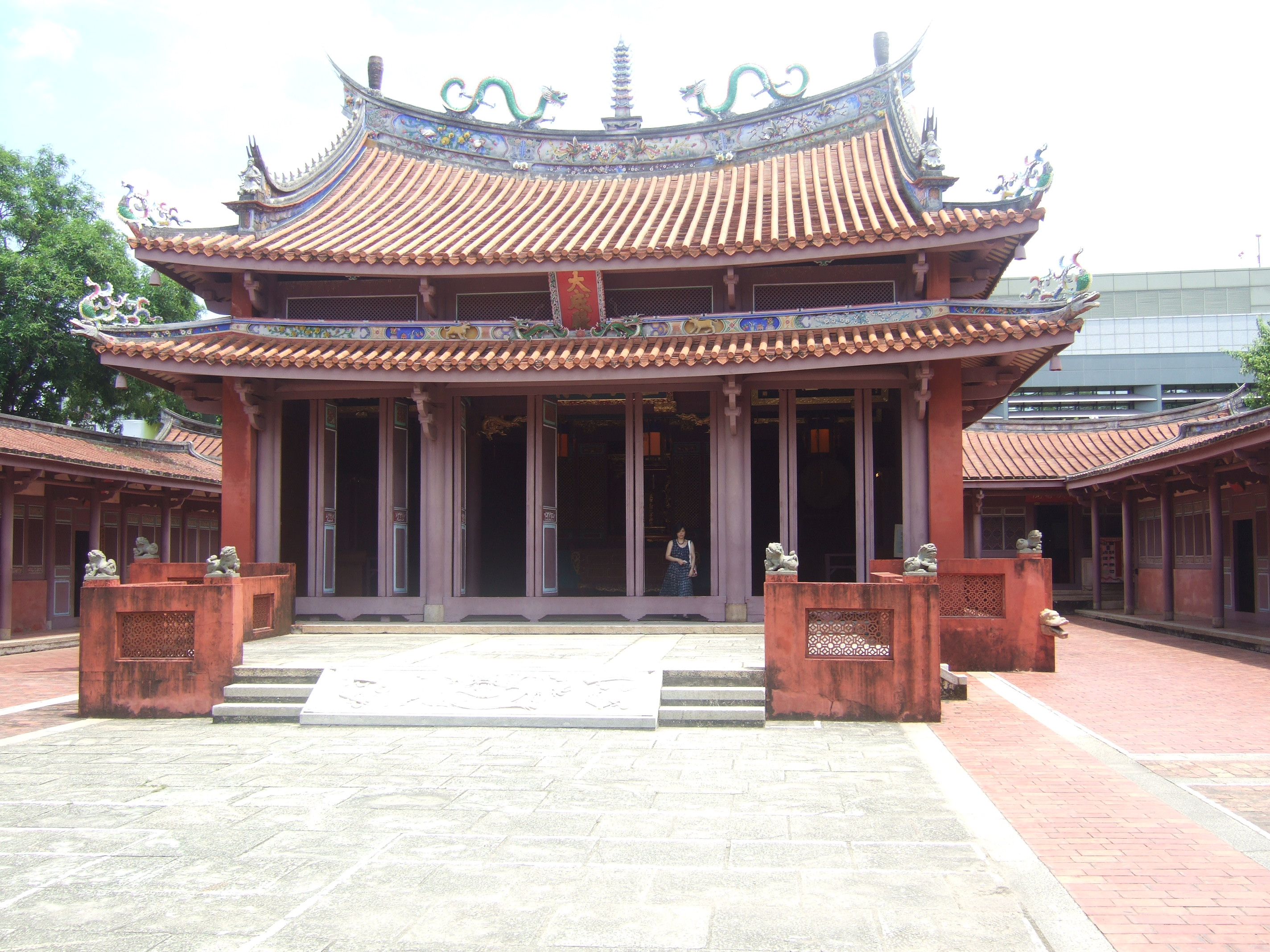
全台首学

台湾における一般教育制度を整備したのは鄭氏政権である。1661年、鄭成功がオランダ東インド会社勢力を台湾から駆逐、翌年それを継承した鄭経は陳永華と共に積極的に台湾での教育事業を整備した。1666年、陳永華は当時台湾の中心地であった承天府に台湾最初の孔子廟を建立し、その左廂内に太学を設置した。これが現在の全台首学の前身である。太学は台湾唯一の官費による教育施設であり、当時は官学または孔子廟内に設置されたことから儒学と称されていた。なお、歴史上の鄭成功は、彼自身の目標である「反清復明」を果たす事無く死去し、また台湾と関連していた時期も短かったが、鄭成功は台湾独自の政権を打ち立てて台湾開発を促進する基礎を築いたこともまた事実である為、鄭成功は今日では台湾人の精神的支柱（開発始祖、「ピルグリム・ファーザー」）として社会的に極めて高い地位を占めている。

## 大清帝国統治時代
1683年、大清帝国による台湾統治が開始されると、靖海侯施琅は無償教育を原則とする義学方式の「西定坊書院」を設立し教育の普及を図った。その後も1704年の崇文書院をはじめ、1683年から1895年の間に数十箇所の書院が設立された。これらの書院は官費もしくは官民共同により経営されており、民間により書院が設立されていた大陸地区と異なる性格を有していた。大清帝国の台湾での教育の責任者であった台湾府儒学教授と台湾府儒学訓導は台湾道および台湾府に直属しており、その地位は官位以上に高かった。
当時の台湾では儒学、義学、書院以外に、小規模の民間により運営される書房が存在していた。いずれも八股文を主体とする教育体系であり、現代教育とはその内容を異にしていた。また閩南語を主体に教育を行い、北京官話は補助的に使用されていた。

## 日本統治時代

警察官が教師をする蕃童教育所

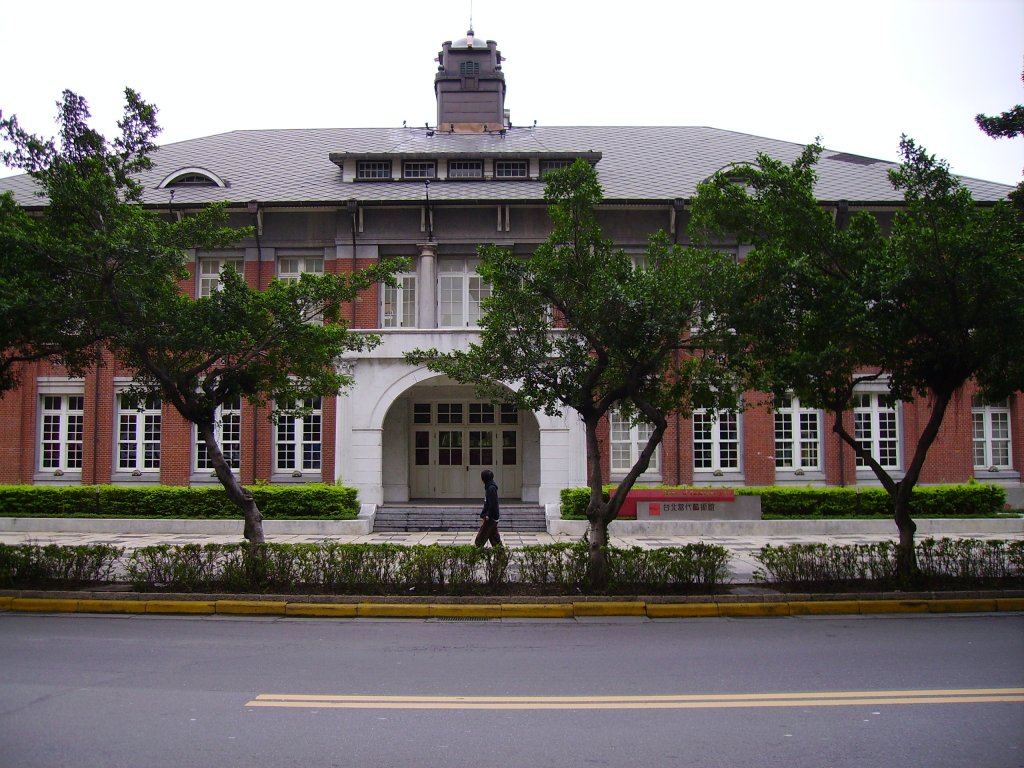
建成小学校（現台北市政府旧庁舎）

1895年（明治28年）、日清戦争に敗れた大清帝国）は、下関条約によって台湾を大日本帝国（当時の日本）に割譲し、台湾の日本統治時代が始まった。1895年（明治28年）7月14日、初代台湾総督府学務部長・伊沢修二が台湾の教育制度整備に着手する。その計画は台湾に公学校を設置し、日本内地でも実施されていなかった義務教育制度の施行を建議した。1895年（明治28年）、台湾総督府は台北市芝山巌に最初の西洋教育方式に基づく小学校（現在の台北市士林区士林国民小学）を設置した。芝山巌事件など一部台湾人の反発による事件も発生したが、台湾総督府の教育普及政策は推進され、1896年：明治29年には国語伝習所を設置するなど、台湾の教育制度を整備していった。台湾総督府立の高等教育機関をたてて、台湾の就学率の向上をはかった。これらにより1943年（昭和18年）。
またこの時期初等教育を行う公学校、小学校、国民学校以外に、台湾原住民を対象にした蕃童教育所や蕃人公学校も設置されている。（これらの学校を設置したことが民族差別として批判されることがある。）
中等教育では教育普及に必要な教員確保のために公費による師範学校制度を採用し、台北師範学校、台南師範学校などが設立された。また教員育成以外にも実業学校の設置にも重点が置かれ、農工商漁などの学校が次々と開設されている。
1928年（昭和3年）に創設された台北帝国大学に代表される台湾の高等教育機関は原則日本人を対象としたものであり、台湾人入学者の数は限られたものであった。このため、台湾人は日本本土の高等教育機関に競って留学し、敗戦の1945年（昭和20年）の統計ではその累計は20万名を越えるほどになっていた。

## 中華民国統治時代
1945年、マッカーサーから日本軍武装解除の命を受けた中国国民党が来て、その後中国内戦に敗れ、逃避して来た中国国民党による統治が始まった。　大日本帝国は第二次世界大戦に敗れて解体され、その後のサンフランシスコ講和条約の調印によって日本は台湾を放棄することとなった。　その当時の台湾は、日本統治時代の教育制度と大陸の教育制度が混在した状態となっていたが、1968年に9年国民義務教育が施行され現在の教育体系が完成した。それは国民小学6年、国民中学3年を義務教育としたものであり、その後の普通型高級中等学校や技術型高級中等学校に進学するというものである。高等教育機関としては大学や科学技術学院が設置され、それ以外に軍警関係の教育機関や五年制専科学校（日本の高等専門学校に相当）も整備されている。